# Сандро Ричи
Сандро Ричи (Sandro Ricci, 19. новембар 1974) је бразилски фудбалски судија.
Био је један од судија на Светском првенству у фудбалу 2014..